# Violent Soho (album)
Violent Soho est le deuxième album studio officiel de Violent Soho, sorti le 9 mars 2010 sur le label Ecstatic Peace. 

## Réalisation, production et publication
L'album contient une grande partie des morceaux de leur premier album, We Don't Belong Here, bien qu'il ait été réenregistré avec des modifications apportées à certaines chansons. Les enregistrement se sont déroulés au Rockfield Studios dans le pays de Galles. Même si l'album n'est pas techniquement leur premier disque, il est communément appelé leur « premier album ».

## Liste des pistes
Toute la musique est composée par Violent Soho (Luke Boerdam, James Tidswell, Luke Henery and Michael Richards, except where noted).
| 1.    | Here Be Dragons           | 3:15 |
| 2.    | Jesus Stole My Girlfriend | 2:57 |
| 3.    | Son Of Sam                | 3:00 |
| 4.    | My Generation             | 3:02 |
| 5.    | Muscle Junkie             | 3:16 |
| 6.    | Outsider                  | 3:00 |
| 7.    | Slippery Tongue           | 3:02 |
| 8.    | Love Is A Heavy Word      | 3:05 |
| 9.    | Bombs Over Broadway       | 3:09 |
| 10.   | Narrow Ways               | 3:36 |
| 31:22 |                           |      |

| Australian Edition Bonus Tracks | Australian Edition Bonus Tracks | Australian Edition Bonus Tracks | Australian Edition Bonus Tracks | Australian Edition Bonus Tracks | Australian Edition Bonus Tracks | Australian Edition Bonus Tracks | Australian Edition Bonus Tracks | Australian Edition Bonus Tracks | Australian Edition Bonus Tracks |
| No                              | Titre                           | Durée                           |                                 |                                 |                                 |                                 |                                 |                                 |                                 |
| ------------------------------- | ------------------------------- | ------------------------------- | ------------------------------- | ------------------------------- | ------------------------------- | ------------------------------- | ------------------------------- | ------------------------------- | ------------------------------- |
| 11.                             | Paper Plane                     | 3:02                            |                                 |                                 |                                 |                                 |                                 |                                 |                                 |
| 12.                             | Eat Your Parents                | 3:03                            |                                 |                                 |                                 |                                 |                                 |                                 |                                 |
| 37:27                           |                                 |                                 |                                 |                                 |                                 |                                 |                                 |                                 |                                 |

## Personnel

### Violent Soho
- Luke Boerdam - chant principal, guitares rythmiques
- James Tidswell - guitares solo
- Luke Henery - guitares basses, chœurs
- Michael Richards - batterie, percussions

## Distinctions
L'album est nommé en 2010 pour le prix ARIA, dans la catégorie meilleur album Hard Rock / Heavy Metal.